# Aroser Rothorn
Aroser Rothorn to szczyt w paśmie Plessur-Alpen, w Alpach Retyckich. Leży we wschodniej Szwajcarii, w kantonie Gryzonia. Szczyt ten jest częścią grzbietu w którym znajdują się też Alpiliorn, Parpaner Rothorn (oba szczyty na zachód od Aroser Rothorn), Erzhorn, Gamschtallihorn i Alpliseehorn (na wschód) oraz Pizza Naira na południe. Najbliżej położone miejscowości to Alvaneu, Arosa i Vaz/Obervaz.